# Grand Slam Cup 1994
La Grand Slam Cup 1994 è stato un torneo di tennis giocato sul sintetico indoor. È stata la 5ª edizione del torneo maschile che fa parte dell'ATP Tour 1994. Si è giocato all'Olympiahalle di Monaco di Baviera in Germania dal 6 all'11 dicembre 1994.

## Campioni

### Singolare maschile
Magnus Larsson ha battuto in finale  Pete Sampras con il punteggio di 7–6(6), 4–6, 7–6(5), 6–4